# Microdiscula rubicola
Microdiscula rubicola är en svampart som först beskrevs av Giacopo Bresàdola, och fick sitt nu gällande namn av Franz von Höhnel 1915. Microdiscula rubicola ingår i släktet Microdiscula, divisionen sporsäcksvampar och riket svampar.   Inga underarter finns listade i Catalogue of Life.